# Dieter Pankert
Dieter Pankert (Eupen, 3 november 1951) was een Belgisch lid van het Parlement van de Duitstalige Gemeenschap.

## Levensloop
Pankert werd beroepshalve onderwijzer en prefect aan de Pater Damiaanschool van Eupen. Ook was hij docent recht en handel bij het Eupense Opleidingscentrum van de Middenklasse. Bovendien was hij van 1988 tot 1991 adviseur op het kabinet van vicepremier Hugo Schiltz.
Hij werd lid van de PJU-PDB en was voor deze partij van 1988 tot 2012 gemeenteraadslid van Eupen. Van 2001 tot 2012 was hij er tevens schepen en van 1996 tot 2000 was hij provincieraadslid van Luik. Daarnaast was hij van 2004 tot 2009 volksvertegenwoordiger van de Duitstalige Gemeenschap.